# 资州
资州，中国南北朝时设置的州。
西魏废帝二年（553年）置，治所在阳安县（今四川省简阳市西北），北周武成二年（560年）移治资阳县（今资阳市），隋朝开皇七年（587年），移治盘石县（今资中县）。“取资水为名”（《元和郡县志》）。大业初改为资阳郡。
唐朝武德元年（618年）复为资州，同年析置荣州。天宝元年（742年）又改为资阳郡，乾元元年（758年）复为资州。土贡：麸金、柑。户二万九千六百三十五，口十万四千七百七十五。治所本在盘石县，咸通六年（865年）徙治内江县，七年复治盘石县。下领八县：盘石县、资阳县、清溪县、内江县、月山县、龙水县、银山县、丹山县。辖境相当今四川省内江、资阳、资中等市县地。
宋朝时，先后属梓州路、潼川府路。元朝废。至正末明玉珍复置。明朝洪武四年（1371年），降为资县。清朝雍正五年（1727年）复置，属四川省。辖境扩大，有今内江、资中、资阳、仁寿、井研等市县地。1913年废，改本州为资中县。
| 隋代行政区划变迁 | 隋代行政区划变迁 | 隋代行政区划变迁 | 隋代行政区划变迁     | 隋代行政区划变迁 | 隋代行政区划变迁 | 隋代行政区划变迁                                               |
| 区划             | 開皇元年         | 開皇元年         | 開皇元年             | 開皇元年         | 区划             | 大業三年                                                       |
| ---------------- | ---------------- | ---------------- | -------------------- | ---------------- | ---------------- | -------------------------------------------------------------- |
| 州               | 資州             | 資州             | 普州                 | 普州             | 郡               | 資陽郡                                                         |
| 郡               | 資陽郡           | 資中郡           | 普感郡               | 安居郡           | 县               | 資陽县 盤石县 内江县 安岳县 普慈县 隆康县 安居县 威遠县 大牢县 |
| 县               | 資陽县           | 盤石县 内江县    | 多業县 安岳县 永康县 | 柔剛县           | 县               | 資陽县 盤石县 内江县 安岳县 普慈县 隆康县 安居县 威遠县 大牢县 |

| 唐朝資州辖县 | 唐朝資州辖县 |
| ------------ | --- |
| 618年        | 盤石县、月山县、龙水县、資陽县、普慈县、安居县、隆龛县、安岳县、隆康县、牛鞞县、银山县、内江县（威遠县、大牢县改属荣州） |
| 621年        | 盤石县、月山县、龙水县、資陽县、牛鞞县、银山县、内江县（普慈县、安居县、隆龛县、安岳县、隆康县改属普州）                 |
| 630年        | 盤石县、月山县、龙水县、資陽县、牛鞞县、银山县、内江县（增丹山县）                                                       |
| 632年        | 盤石县、月山县、龙水县、資陽县、牛鞞县、银山县、内江县（废丹山县）                                                       |
| 633年        | 盤石县、月山县、龙水县、資陽县、牛鞞县、银山县、内江县（增丹山县）                                                       |
| 742年        | 盤石县、月山县、龙水县、資陽县、牛鞞县（改名清溪县）、银山县、内江县、丹山县                                             |
| 865年        | 内江县（改治）、月山县、龙水县、資陽县、清溪县、银山县、盤石县、丹山县                                                   |
| 866年        | 盤石县（改治）、月山县、龙水县、資陽县、清溪县、银山县、内江县、丹山县                                                   |

唐朝资州刺史
- 李普定（武德年间）
- 薛献（638年）
- 皇甫珍义（贞观年间）
- 元文豪（贞观年间）
- 常何（647年—652年）
- 李高迁（654年之前）
- 王师感（唐高宗时）
- 郑某（武周时）
- 杨元禧（武周时）
- 房玄静（武周时）
- 王晔（开元初年）
- 杨涉（开元年间）
- 吕仁诲（开元年间）
- 房涣（开元年间）
- 卢知远（唐肃宗时）
- 韩汯（760年）
- 叱干公（767年—771年）
- 陆谅（大历年间）
- 李渭（大历年间）
- 李延业（大历年间）
- 庞复（789年）
- 郑钢（贞元年间）
- 羊士谔（813年—815年）
- 第五申（819年之前）
- 李郱（819年）
- 李师素（820年）
- 孟存（长庆年间）
- 王师闵（828年）
- 丁俛（大和年间）
- 韦珽（836年）
- 卢并（唐文宗时）
- 薛暐（大中年间）
- 窦滂（870年）
- 裴某（咸通年间）
- 师弘礼（876年—877年）
- 杨戡（890年）
- 侯元绰（890年）